# آر تي الوثائقية
آرتي وثائقية (بالإنجليزية: Russia Today Documentary)‏ هي قناة وثائقية قدمت باللغتين الإنجليزية والروسية. تم إطلاق القناة التلفزيونية في 23 يونيو 2011 من قبل الرئيس
الروسي ديمتري ميدفيديف الذي زار استوديو آرتي في موسكو، ويتناول مجموعة واسعة من المواضيع بما في ذلك الثقافة الروسية والحياة في روسيا.
تعرض القناة أفلام وثائقية في الغالب عن روسيا، ولكن أيضا من جميع أنحاء العالم، القناة متاحة كقناة مجانية على يوتلسات وهوت بيرد، لم تضع الحكومة الروسية أية قيود قانونية على التوزيع العالمي للقناة كتدفق فيديو مباشر عبر الإنترنت، يتم بث القناة مباشرة من موقع آرتي الرئيسي جنبا إلى جنب مع غيرها من مقاطع الفيديو لآرتي.

## وصلات خارجية
- الموقع الرسمي